# Kojsug
Kojsug (ros. Койсуг) – osiedle w Rosji, w obwodzie rostowskim, w rejonie azowskim. W 2010 liczyło 598 mieszkańców.